# CachyOS
CachyOS（キャシーオーエス）とは、Arch Linuxをベースにした高速でセキュアなLinuxディストリビューションである。パフォーマンスを最大化するように設計されており、特にプロセススケジューリングやリソース管理に優れている。セキュリティ機能が充実しており、セキュアブートや暗号化機能が充実している。CachyOSにはDesktop EditionとHandheld Editionがあり、用途に応じて選択することができる。カスタマイズ性が高く、インストール時にGNOMEやKDE Plasmaなど複数のデスクトップ環境を選べる点も特徴。

## 名前の由来
CachyOSの名称は、もともと同ディストリビューションに搭載されていた「Cachyスケジューラー（後にCacULEと改称）」に由来している。CacULEスケジューラーは、FreeBSDのULEスケジューラーを参考に開発されたLinuxカーネル用のスケジューラーで、Linuxメインラインには含まれない外部パッチ（out-of-tree）として提供されている。このスケジューラーは、より公平かつ効率的なCPUリソースの分配を目的としており、ゲームやマルチメディア処理などの高応答性が求められる場面で効果を発揮する。
CachyOSはこのCachyスケジューラーを初めて公式に採用したLinuxディストリビューションであり、2021年5月の開発初期段階ではこのスケジューラーが主要な特徴とされていた。現在では後継のBOREスケジューラーが使われているが(後述)、CachyOSという名称はこの初期の技術的ルーツを今なお示している。

## 歴史
パフォーマンスとセキュリティを重視した高速なLinux環境を提供するという目的で2021年5月に開発が始まり、2022年12月30日に初めてリリースされた。CachyOSは、最新技術を積極的に取り入れながら、安定性と効率性を維持することを目指している。リリース当初はDesktop Editionのみだったが、2024年6月11日のリリースで初めてCachyOSのHandheld Editionが正式に追加された。このリリースで、Steam DeckやROG Ally、Legion Goなどのハンドヘルド機器を正式サポートするようになった。

### リリース履歴
| バージョン                     | リリース日     | 標準デスクトップ環境 | イメージサイズ (MB) | パッケージ管理方法 | リリースモデル     |
| ------------------------------ | -------------- | -------------------- | ------------------- | ------------------ | ------------------ |
| 221230                         | 2022年12月30日 | GNOME, KDE Plasma    | 2200-2300           | Pacman             | ローリングリリース |
| 231210                         | 2023年12月10日 | GNOME, KDE Plasma    | 2300-2500           | Pacman             | ローリングリリース |
| 241221                         | 2024年12月21日 | KDE Plasma           | 2600-2700           | Pacman             | ローリングリリース |
| 250713                         | 2025年7月13日  | KDE Plasma           | 2800-2900           | Pacman             | ローリングリリース |
| 凡例サポート終了現行バージョン |                |                      |                     |                    |                    |

## 特徴と目的、技術的詳細
CachyOSの主な目的は、優れたパフォーマンス、セキュリティ、カスタマイズ性、使いやすさを提供することである。基本的には、Arch Linux派生であり、Arch Linuxと同等の機能を提供するが、いくつか相違点も見られる。

### パフォーマンス
CachyOSは、独自のBOREスケジューラーや、最新のアーキテクチャに最適化されたカーネルを採用することにより、プロセススケジューリングやリソース管理を効率化している。具体的には、BOREは各プロセスが一度に要求するCPU時間に基づいてその動作パターンを分析し、システム全体のCPUリソースの配分を改善する。特に、バックグラウンドでCPU負荷の高い計算を行っている間も、システム全体としての応答性の悪化を防ぐことに重点が置かれている。この仕組みにより、ゲームの画面が滑らかに動いたり、動画がスムーズに再生されたりする。

### セキュリティ
デフォルトで強化されたセキュリティ機能を備え、プライバシー保護にも配慮されている。CachyOSでは、sbctlというツールを使用してセキュアブートを設定することができる。このツールにより、セキュアブートキーの管理やカーネルイメージの署名を簡単に行えるように設計されている。ベースであるArch  Lixuxはローリングリリースというリリースモデルを採用しており、常に最新の状態を維持することができ、修正があればすぐに取り込まれるので、安全が確保される。デフォルトのKDE Plasma 6はディスプレイサーバーにWaylandをデフォルトで採用しており、最新技術の採用とアプリケーション間の分離を徹底することで、アプリとキーボード、ディスプレイ間の動作を別のアプリケーションが盗み見ることができないため、セキュリティが向上する。Cachy Browserと呼ばれるFirefoxベースの独自のセキュリティ、パフォーマンス特化のブラウザが用意されている。

### カスタマイズ
KDE PlasmaやGNOMEなど、複数のデスクトップ環境をサポートし、ユーザーの好みに応じたArchベースの柔軟な設定が可能である。CachyOS独自のテーマがプリインストールされており、透明度やレイアウトが調整されている。デフォルトのデスクトップ環境であるPlasmaは、柔軟な設定変更が可能で、配色やパネルの位置、フォントなどの変更や、豊富な拡張機能、テーマの追加が可能である。

### 使いやすさ
GUIベースのインストーラー（Calamares）とCLIベースのオプションを提供し、初心者から上級者まで幅広いニーズに対応しており、使いやすさに配慮している。Calamaresを使えば、GUIのみでGRUBやSystemd-bootなど、ディストリビューションに応じたブートローダーを自動的に設定したり、必要なパッケージをインターネットからダウンロードしてインストールすることも可能である。

## Handheld Edition
CachyOS Handheld Editionは、携帯型デバイス向けに最適化されたCachyOSのエディションである。このエディションは、Asus Ally、MSI Claw、Lenovo Legion GOなどの携帯型ゲームデバイスでの使用を想定して開発されている。SteamOSに似たGamemode機能を搭載し、デスクトップモードとゲームモードの切り替えが可能となっている。また、ゲーム関連ツールがプリインストールされており、すぐにゲーム環境を構築できる点が特徴である。さらに、Valveによって資金提供されたscx_lavdスケジューラーを採用し、携帯型デバイス向けのパフォーマンス最適化が図られている。

### 対応ハードウェア
このエディションは、現在Asus Ally、Lenovo Legion GO、MSI Clawで動作確認が行われている。なお、Steam Deck OLEDではコントローラーの動作に問題があるため、開発チームが修正対応を進めている。Steam Deck LCDについては未テストであり、今後の検証が予定されている。

### 特徴
CachyOS Handheld Editionでは、システムがCPUを自動検出し、最適化されたリポジトリを利用することでパフォーマンス向上を図る。ゲームの実行に必要なツールは初期状態で組み込まれており、SteamOSの切り替え機能と同様にゲームモードとデスクトップモードをスムーズに切り替えることが可能。さらに、Steam Deckのファンコントロールやサウンドサポートなど、ハードウェア最適化が行われている。インストールにはCalamaresを使用し、現時点ではKDEのみ対応している。

### 既知の問題
開発段階にあるため、いくつかの既知の問題が報告されている。Steam Deck OLEDではコントローラーが正しく動作しないことが確認されており、Steam Deck LCDでは画面スケーリングや向きに関する問題が発生している。また、インストーラーのクラッシュが報告されており、その原因としてPacmanの動作不良が挙げられている。

## Cachy Browser
Cachy Browserは、20250422以前のCachyOSに搭載されていたFirefoxをベースにしたオープンソースのブラウザで、セキュリティとパフォーマンスを強化するために設計されていた。MPL-2.0（Mozilla Public License）で提供され、完全にオープンソースであった。LibreWolfというFirefoxのフォークで、プライバシーとセキュリティを重視したブラウザと統合し、LibreWolfの一部の特徴が統合されたほか、uBlock Originのプリセット、Gentoo LinuxのFirefoxパッチを取り入れ、CachyOS独自の設定ファイルを使用したプライバシー設定の調整、Firejailというサンドボックスプログラムと統合したアプリケーションの隔離など、独自のセキュリティ、パフォーマンスの向上のための要素が含まれていた。20250530以降のリリースでは、Cachy Browserはメンテナンス不足により非推奨となり、廃止された。

## 評価
CachyOSは、SourceForgeで4.5/5の高評価を得ている。ユーザーは「動作が非常に高速」と評価しており、特にパフォーマンスの最適化が好評である。一方で、「初心者にはやや難しい」との意見も見られる。
RedditのCachyOSコミュニティでは、「Archベースの中でも特にパフォーマンスを重視したディストリビューション」として評価されている。ゲーム用途や最新ハードウェアとの互換性が高い点が支持されているが、「他のArch系ディストリビューションと比べて特別な利点が少ない」との意見も一部で見られる。
Distrowatchでは、2025年7月現在ページヒットランキングで1位にランクインしている。過去1ヶ月現在で見ても1位に゙ランクインしており、ユーザーからの注目度は非常に高いと言える。